# Tununa Mercado
Nilda Mercado, conocida por su apodo "Tununa" (n. en Córdoba el 25 de diciembre de 1939), es una escritora feminista argentina.

## Carrera
Sus padres eran un político y abogado y una escribana. A los dos años de edad comenzaron a llamarla "Tununa", sobrenombre que conservaría y que usaría en su producción literaria.
En 1958 comenzó a estudiar la carrera de Letras en la Universidad Nacional de Córdoba. Allí conocería dos años más tarde a su futuro marido, Noé Jitrik, quien dictaba clases como profesor contratado. Se casó con él en enero de 1961, y tiene dos hijos: Oliverio (nacido en 1962) y Magdalena (nacida en 1966).
En 1964 se mudó a Buenos Aires, abandonando la carrera faltándole dos materias para terminarla. En 1966 envía el libro de cuentos Celebrar a la mujer como la pascua al Premio Casa de las Américas, por el que recibe una mención. Jitrik recibe una propuesta para trabajar en una universidad francesa, por lo que la familia se traslada al este de ese país por tres años. Durante su estadía, Tununa reparte su tiempo entre el estudio del francés y el dictado de cursos sobre historia y civilización de América Latina.
Regresa a la Argentina en 1970, y en 1971 comienza a trabajar como periodista en el diario La Opinión. En 1974, Noé Jitrik viaja a México para dar clases durante seis meses. Mercado y sus hijos tenían pensado reunirse con él en las vacaciones de verano. Sin embargo, debido a amenazas recibidas por la Triple A deben adelantar el viaje. Luego de ello ya no pueden regresar al país, y vivirán en México hasta el fin de la dictadura (en 1983).
Durante sus años en México, organizaron una comisión de solidaridad con otros exiliados argentinos en ese país. Esto se convirtió en un lugar de encuentro para todos ellos. Tununa trabajó como periodista free-lance y fue editora en la revista Fem, una de las primeras revistas feministas latinoamericanas. La revista era dirigida por prestigiosas escritoras como Alaíde Foppa, Elena Urrutia, Marta Lamas y Elena Poniatowska. Además trabajó en la prensa de la Dirección de Artes Plásticas del Instituto Nacional de Bellas Artes. De esta experiencia relata:

Pude armar una oficinita de prensa en la Dirección de Artes Plásticas del Instituto Nacional de Bellas Artes, desde la cual logré crear un espacio para la elaboración de introducciones a catálogos de artistas mexicanos, comentarios de las exposiciones de pintura que se inauguraban, críticas de arte... No hacía lo que por lo general se ve en la llamada crítica de arte, esas imágenes floridas que no hablan de pintura; nunca me valí del elogio desmedido. Lo mío era un ejercicio de escritura fundado en la materia y el trabajo del pintor. Fue para mí una experiencia muy fuerte como escritora.

En 1987 regresaría definitivamente a Buenos Aires.

## Obra
- 1967 - Celebrar a la mujer como a una pascua (Cuentos)
- 1987 - Antieros (Cuento)
- 1988 - Canon de alcoba (Cuentos)
- 1990 - En estado de memoria (Novela)
- 1994 - La letra de lo mínimo (Ensayo)
- 1996 - La madriguera (Novela)
- 2003 - Narrar después (Ensayos)
- 2005 - Yo nunca te prometí la eternidad (Novela)
- 2021 - El Vuelo de la Pluma

## Premios y distinciones
- 1969 - Premio Casa de las Américas
- 1988 - Premio Boris Vian por Canon de alcoba[10][11]
- 1998 - Beca Guggenheim[12]
- 2004 - Premio Konex Diploma al Mérito[13]
- 2004 - Medalla Presidencial Pablo Neruda[14]
- 2014 - Premio Konex Diploma al Mérito[15]